# Luchthaven Plesetsk
Luchthaven Plesetsk (Russisch: аэродром Плесецк) of Plestsy (Плесцы) is een luchthaven in Rusland, gelegen op 10 kilometer ten oosten van het dorp Plesetsk in het zuidelijke deel van de kosmodroom Plesetsk. De vlieghaven wordt gebruikt voor logistieke ondersteuning van de kosmodroom. Iets ten westen van de luchthaven ligt de gesloten stad Mirny.
De luchthaven werd geopend in 1968 en was berekend op vliegtuigen tot 70 ton, voor Antonov An-12-transportvliegtuigen, maar werd uiteindelijk teruggebracht tot maximaal 51 ton. Vervolgens werd er geen structureel onderhoud meer gepleegd aan het vliegveld tot de val van de Sovjet-Unie. De luchthaven werd uiteindelijk in 2003 gerenoveerd zodat deze vliegtuigen tot 220 ton aankon, zoals de Tupolev Tu-134, Tu-154 en de Iljoesjin Il-76 en ook gebruikt kan worden door de nieuwe herbruikbare boosterraket Bajkal voor de Angara-raketten. Ook werden nieuwe verbindingswegen aangelegd. Voor de lange termijn zijn meer vernieuwingen gepland zoals een opwaardering van het vliegtuigpark, de aanschaf van automatische installaties, radiotechnische installaties en verlichting en mogelijk de bouw van een terminal voor passagiersvluchten.